# Maria Gay
Maria Gay (12 de junho de 1876 - 29 de julho de 1943) era uma cantora de ópera catalã, uma meio-soprano nascida como Maria de Lourdes Lucia Antonia Pichot Gironés. Ela às vezes é chamada de Maria Gay Zenatello.

## Biografia
Segundo uma história, a jovem Maria foi presa por cantar canções revolucionárias ou nacionalistas. Ela desafiadoramente continuou a cantá-las na prisão, com uma voz tão fina que lhe foi oferecida a chance de estudar bel canto. Ela era uma aluna de canto da soprano Ada Adini.
Em 1897, ela se casou com o compositor catalão Joan Gay i Planella, com quem teve duas filhas e um filho, todos morreram jovens: suas filhas doentes, quando adolescentes e seu filho na guerra.

Em 1902, estreou no papel principal de Carmen em Bruxelas. Ela foi um sucesso no papel e se tornou uma das intérpretes mais 

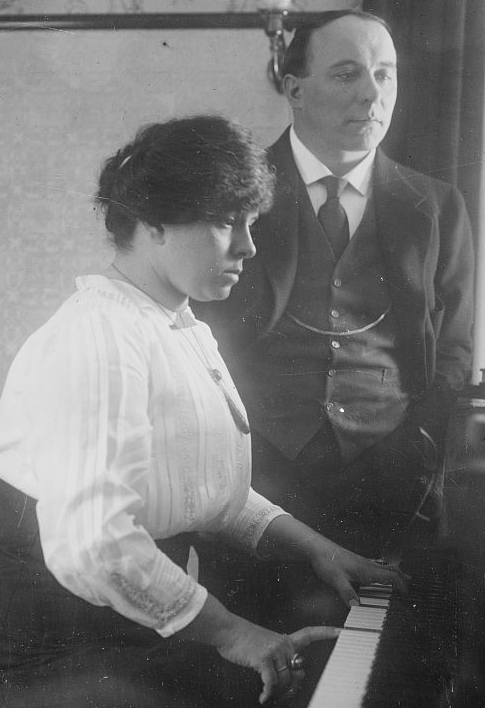
Maria Gay e Giovanni Zenatello

conceituadas de "Carmen" de sua época. Ela teria chocado e hipnotizado o público, retratando a cigana como uma camponesa insolente, magnética, mas grosseira e não refinada, comendo uma laranja e cuspindo as sementes antes de cantar o famoso Habanera.
Em 1906, ela estreou no La Scala de Milão, onde conheceu o tenor Giovanni Zenatello. Gay e Zenatello viveriam juntos o resto de suas vidas, e muitas vezes foram descritos como marido e mulher, embora eles nunca tenham realmente se casado, e legalmente Maria Gay ainda pode ter sido casada com Joan Gay Planella até sua morte em 1926. Em 1908, ela estreou em Carmen no Met, em Nova Iorque, ao lado de Geraldine Farrar como Micaela. Em 1910, ela desempenhou o mesmo papel na Companhia de Ópera de Boston como Carmen.
Fez uma série de discos de gramofone para a Columbia Phonograph Company.
Gay e Zenatello trabalharam para encontrar, ajudar a treinar e promover jovens cantores promissores. A descoberta mais famosa foi Lily Pons, que o casal conseguiu até Pons e o casal brigarem.
Gay e Zenatello estabeleceram uma casa em Manhattan, Nova Iorque, em 1936, onde ela viveu o resto de sua vida. Ela morreu em 20 de julho de 1943. Maria Gay foi enterrada no cemitério Ferncliff em Hartsdale, Nova Iorque.